# Pilsach
Pilsach er en kommune i Landkreis Neumarkt in der Oberpfalz i Oberpfalz i den tyske delstat Bayern.
Kommunen ligger i en dal i Oberpfälzer Jura. Navnet kommer fra en bæk der løber gennem kommunen og løber ud i Schwarzach ved Neumarkt.

## Inddeling
Ud over Pilsach ligger i kommunen disse landsbyer og bebyggelser: Ammelhofen, Anzenhofen, Bernthal, Bräunertshof, Danlohe, Diemühle, Dietkirchen, Eispertshofen, Eschertshofen, Giggling, Habertshofen, Hilzhofen, Inzenhof, Klosterhof, Laaber, Langenmühle, Litzlohe, Niederhofen, Oberried, Pfeffertshofen, Raschhof, Schneemühle, Tartsberg, Unterried, Waldeck, Wimmersdorf og Wünn.
- Wikimedia Commons har flere filer relateret til Pilsach